# Monumento a Francesc Macià
El monumento a Francesc Macià es una escultura realizada por Josep Maria Subirachs en 1991. Se encuentra en la plaza de Cataluña de Barcelona, el centro neurálgico de la ciudad, formando parte de un amplio conjunto de estatuaria pública que constituye un auténtico museo al aire libre. Fue inaugurado el 25 de diciembre de 1991.

## Autor
Josep Maria Subirachs fue un escultor catalán nacido en 1927 y muerto en 2014. Destacó especialmente en la escultura, pero también en otras técnicas como la pintura, el dibujo, el grabado, el cartel, el tapiz, la ilustración de libros, el diseño de joyas y la acuñación de medallas. También realizó numerosas escenografías para prestigiosos montajes de obras de teatro y ballet. Igualmente, ejerció de profesor de arte y, en el terreno teórico, fue escritor y colaborador en revistas y periódicos, crítico de arte y conferenciante en universidades y academias de todo el mundo. En su larga trayectoria pasó por diversas fases —mediterránea, expresionista, abstracta, nueva figuración—, períodos casi siempre caracterizados por las formas geométricas, las líneas rectas y angulosas, y las texturas rugosas.
En su obra, Subirachs sintetizó la maestría técnica y la pureza de materiales y texturas con el afán por comunicar y expresar un lenguaje simbólico y trascendental, a través de la creación de un universo propio de referentes iconográficos que hacen de su producción un corpus personal y particular ampliamente reconocido en todo el mundo.

## Homenaje

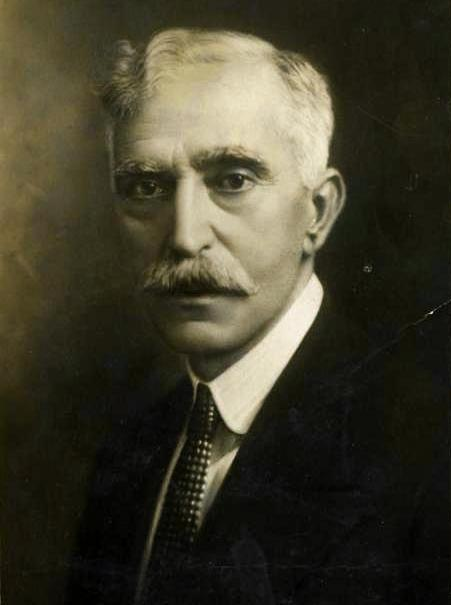
Francesc Macià.

Francesc Macià (1859-1933) fue un político y militar catalán de ideología republicana e independentista catalana. Fue presidente de la Generalidad de Cataluña (1931-1933) y uno de los fundadores de los partidos Estat Català y Esquerra Republicana de Catalunya. Militar de profesión, en 1926 intentó una acción armada contra la dictadura de Primo de Rivera, el denominado «complot de Prats de Molló». Este intento fue abortado por la Gendarmería francesa, pero le hizo ganar mucha popularidad en Cataluña. Desterrado a Bélgica, viajó posteriormente a Argentina y Cuba. En 1931 regresó a España, tras la caída del general Primo de Rivera, y fue elegido diputado a Cortes en 1931 y en 1933. El 14 de abril de 1931, después de unas elecciones municipales que le dieron la mayoría, Macià proclamó la República Catalana desde el Palacio de la Generalidad de Cataluña. Fue presidente de la Generalidad hasta su muerte, acaecida en 1933, siendo sucedido por Lluís Companys.

## Ubicación

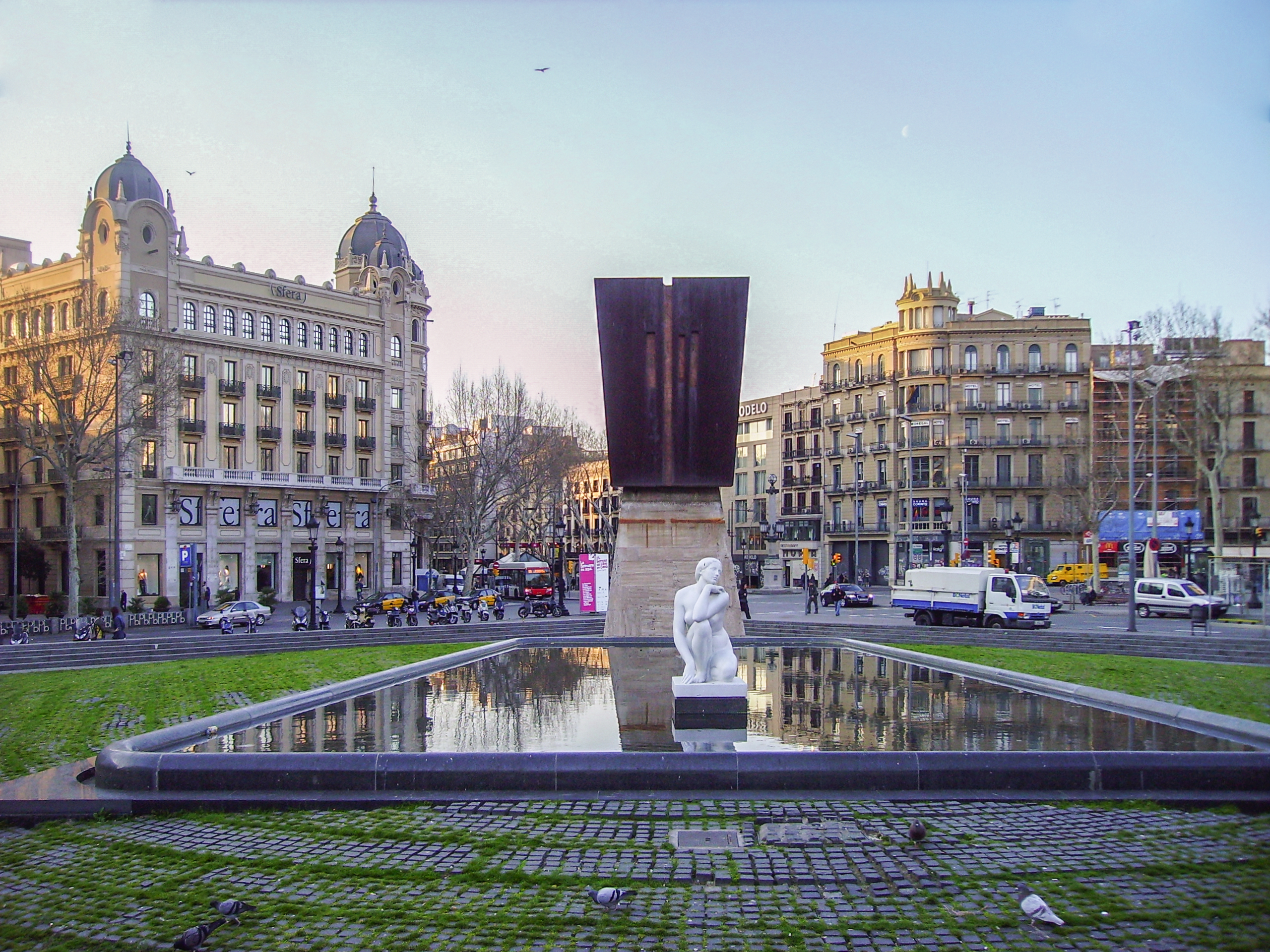
La Diosa de Josep Clarà, con el Monumento a Macià y la Rambla al fondo.

La plaza de Cataluña es el principal centro urbano de Barcelona. Constituye el punto de unión entre el núcleo viejo de la ciudad y el Ensanche. De aquí parten importantes vías de la ciudad como la Rambla, el Paseo de Gracia, la Rambla de Cataluña, las rondas de Universidad y de Sant Pere, la calle Pelayo y la avenida de Portal del Ángel, la gran arteria comercial de la ciudad. 
La plaza destaca por su amplia colección de estatuaria pública, de importantes artistas como Josep Clarà, Pablo Gargallo, Josep Llimona, Enric Casanovas, Eusebi Arnau, Josep Viladomat, Frederic Marès, Enric Monjo, etc. La mayoría de estas obras fueron colocadas para la Exposición Internacional de Barcelona de 1929. La obra de Subirachs, de 1991, ha sido la última emplazada en el lugar. Se encuentra en el extremo sur de la plaza, frente a la Rambla y la famosa fuente de Canaletas, al lado de la famosa estatua La Diosa, de Josep Clarà.

## Historia
La iniciativa para dedicar un monumento al presidente Macià surgió en 1977, con la llegada de la democracia y la recuperación de la autonomía para la comunidad catalana. La idea fue sugerida por el periódico Avui el 6 de enero de 1977, y se organizó una recolecta pública que recogió un total de 5 641 557 pesetas. Tras decidir el emplazamiento en la plaza de Cataluña, la Generalidad convocó en 1983 un concurso público para escoger el artista que llevase a cabo la obra. El proyecto escogido fue el titulado Flama («llama»), de los madrileños Joaquín Vaquero, Luis Bertal y Javier Casanueva, que tenía forma de cripta, y del cual partían cuatro barras en representación de la bandera catalana, que se proyectaban al cielo con rayos láser. El presidente de la Generalidad, Jordi Pujol, puso la primera piedra el 25 de diciembre de 1983, en el 50 aniversario de la muerte de Macià. Pero finalmente el proyecto no se ejecutó, y en su lugar se dio el encargo directamente a Subirachs, mientras que el proyecto urbanístico corrió a cargo de los arquitectos Helio Piñón y Albert Viaplana, que proyectaron un estanque que circundase la obra de Subirachs, y en el que se instaló la Diosa de Clarà. El monumento fue inaugurado el 25 de diciembre de 1991, 58 aniversario de la muerte de Macià.

## Descripción
Realizado en 1991, el Monumento a Macià fue ejecutado cuando el artista se hallaba en proceso de elaboración de la que sería la gran obra de su vida, la fachada de la Pasión del Templo Expiatorio de la Sagrada Familia. Iniciada en 1986, esta obra supuso el inicio de una nueva etapa en la evolución artística del escultor, en que recupera dos de los estilos anteriormente practicados, el expresionismo y la abstracción metafísica, manifestando que «la característica más destacada de este nuevo camino, que acaba de empezar, es que constituye una síntesis de mis etapas anteriores, lo que acentúa una de las particularidades de mi escultura y la constatación de un cierto eclecticismo».
Una de las características en la obra de Subirachs ha sido la reivindicación identitaria, la evocación de la historia y cultura de Cataluña, que ha recreado constantemente en su obra, ya que según declaraciones suyas «me gustaría ser un artista que ayudase a crear los símbolos de identidad de mi país». Así, en su obra abundan los monumentos de carácter nacionalista, como el Homenaje a la Resistencia Catalana (1981), el Monumento al restablecimiento de la Generalidad de Cataluña (1982), el Monumento al milenario de Cataluña (1990), los realizados en homenaje a diversas poblaciones catalanas (Barcelona, Manresa, Hospitalet de Llobregat), o a personajes catalanes: Pompeu Fabra, Ramon Llull, Borrell II, Pau Casals, Salvador Espriu, Francesc Macià, Lluís Companys, Josep Irla, Josep Tarradellas, etc.
Subirachs concibió la obra como una evocación de los diversos símbolos identitarios de Cataluña. El pedestal, realizado en travertino con una sucesión de bloques de piedra en rompejunta, representa la historia de Cataluña. La parte superior, ejecutada en hormigón, tiene forma de escalera invertida, de la cual los tres primeros peldaños, encajados en el pedestal, representan los tres años de gobierno de Macià al frente de la Generalidad, mientras que el resto, que finalizan de forma abrupta e inacabada, simbolizan el futuro del país, que se va construyendo día a día, peldaño a peldaño. Asimismo, en el pedestal figuran diversas inscripciones realizadas en forma de grafiti, con nombres, fechas y lugares relacionados con el político catalán, mientras que en su parte superior se encuentra en grandes letras la inscripción Catalunya a Francesc Macià. En la parte posterior se encuentra el escudo de Cataluña, realizado en hierro, y se halla grabada una frase del presidente dirigida a los diputados catalanes, pronunciada el 14 de diciembre de 1932:

Així heu de voler Catalunya, com tantes vegades jo l'he promesa al poble: políticament lliure, socialment justa, econòmicament pròspera i espiritualment gloriosa.
Así tenéis que querer Cataluña, como tantas veces yo lo he prometido al pueblo: políticamente libre, socialmente justa, económicamente próspera y espiritualmente gloriosa.

Frente al cuerpo del monumento se halla de forma separada un monolito con el busto del presidente Macià, realizado en bronce, una réplica del retrato que le hizo Josep Clarà en 1932. Subirachs quiso darle un aire realista, que contrasta con la casi abstracción del resto del monumento, para tener un nexo de unión con el estilo novecentista del resto de la plaza.

## Galería

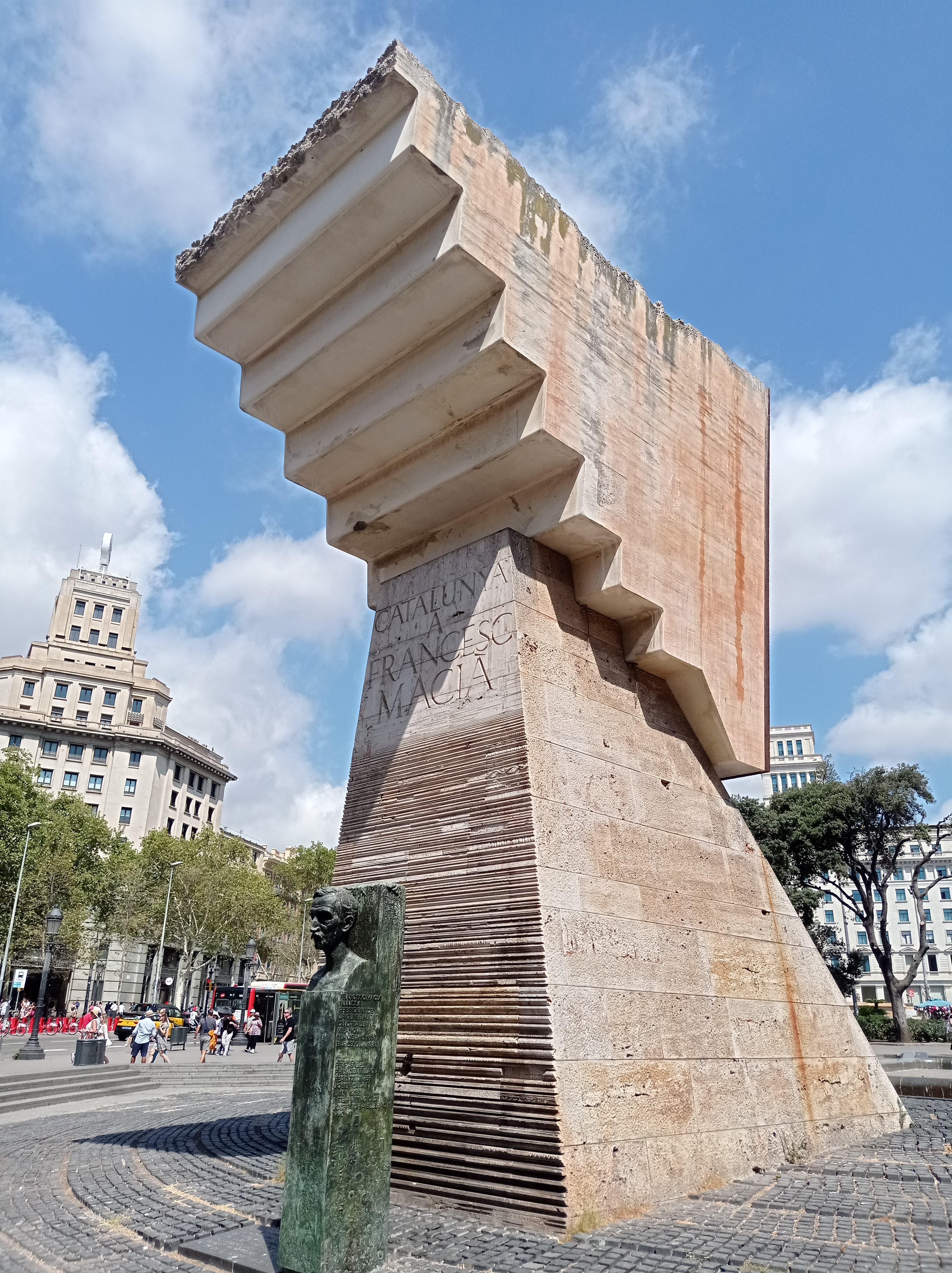
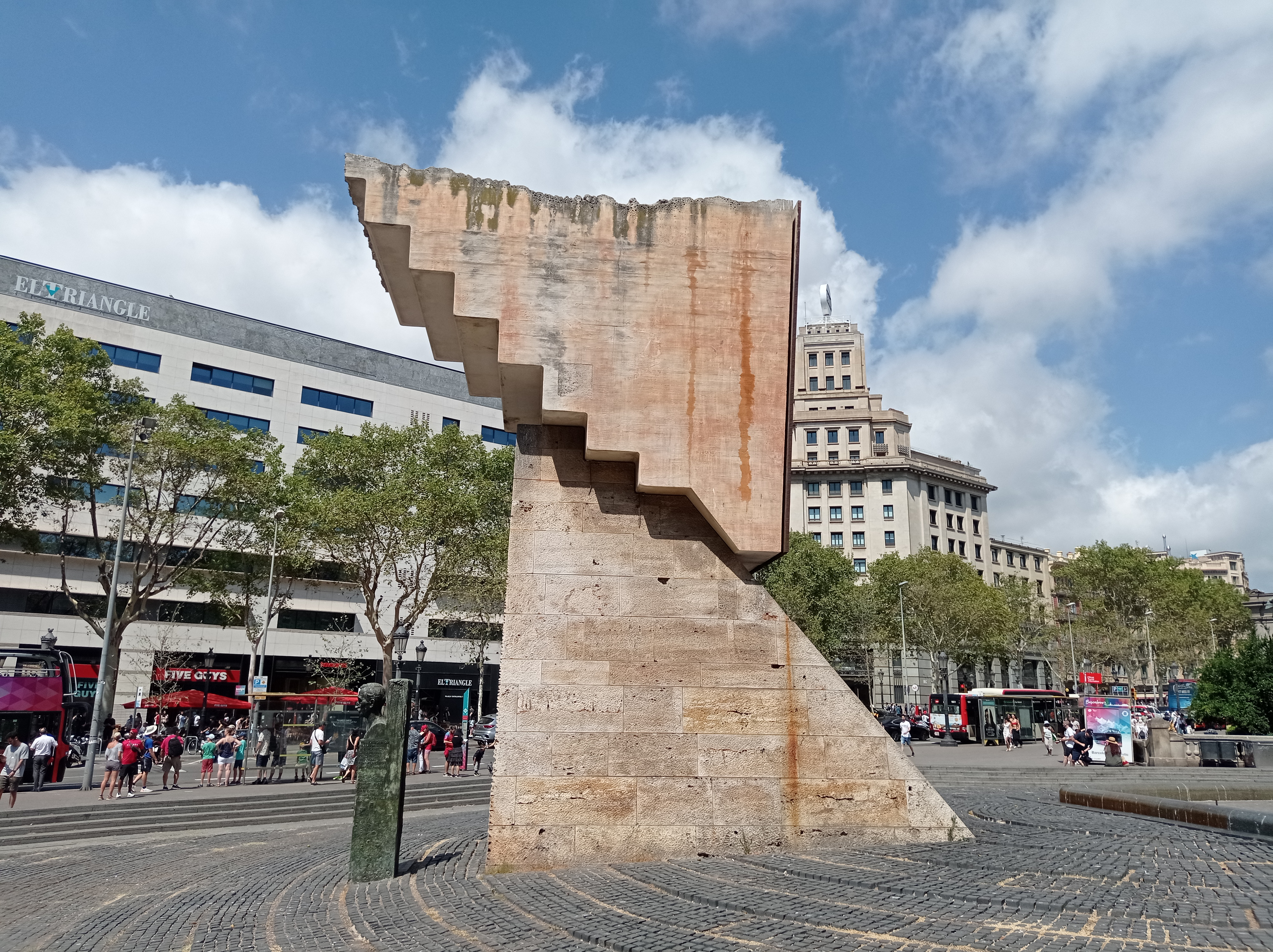
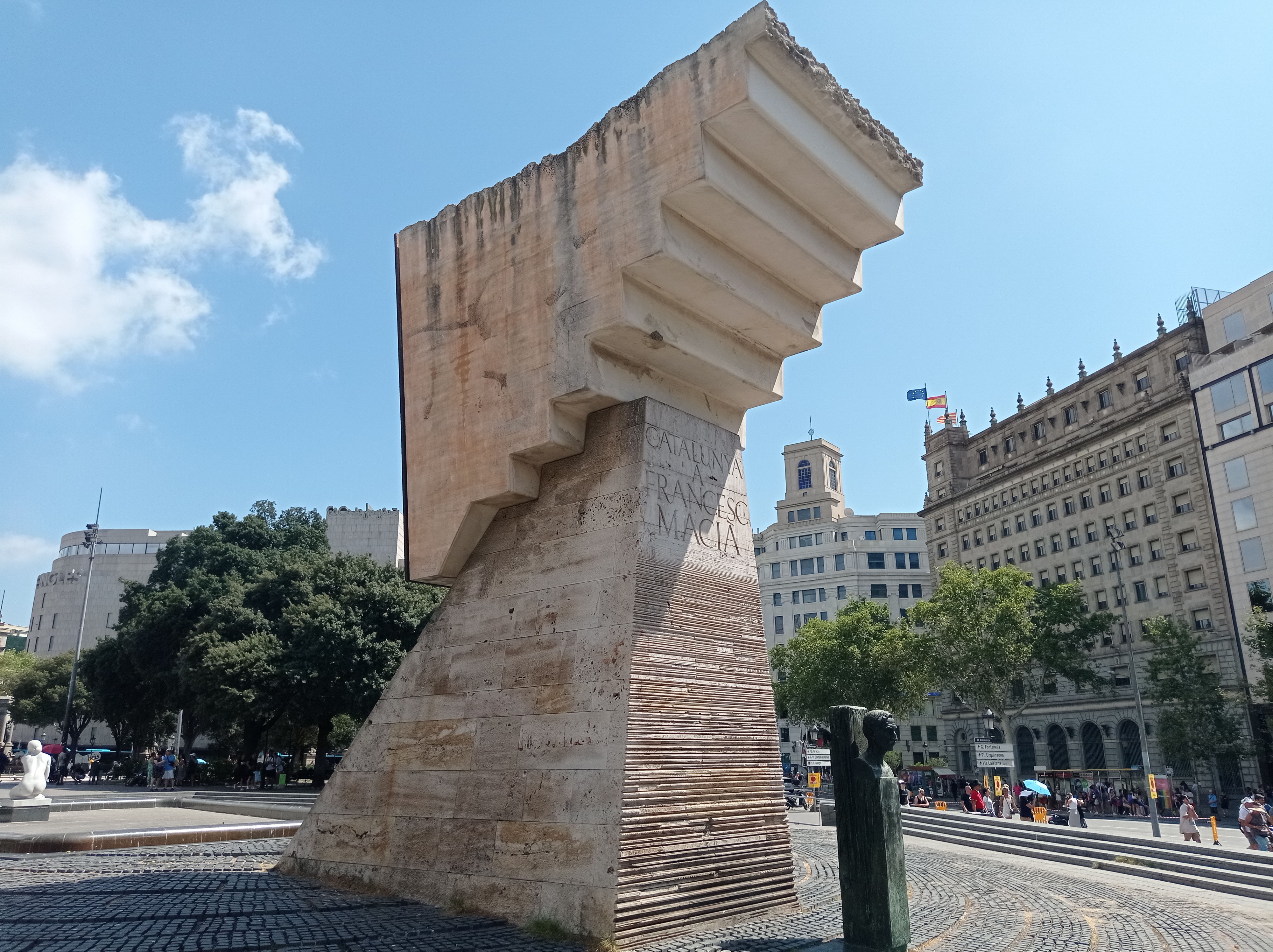
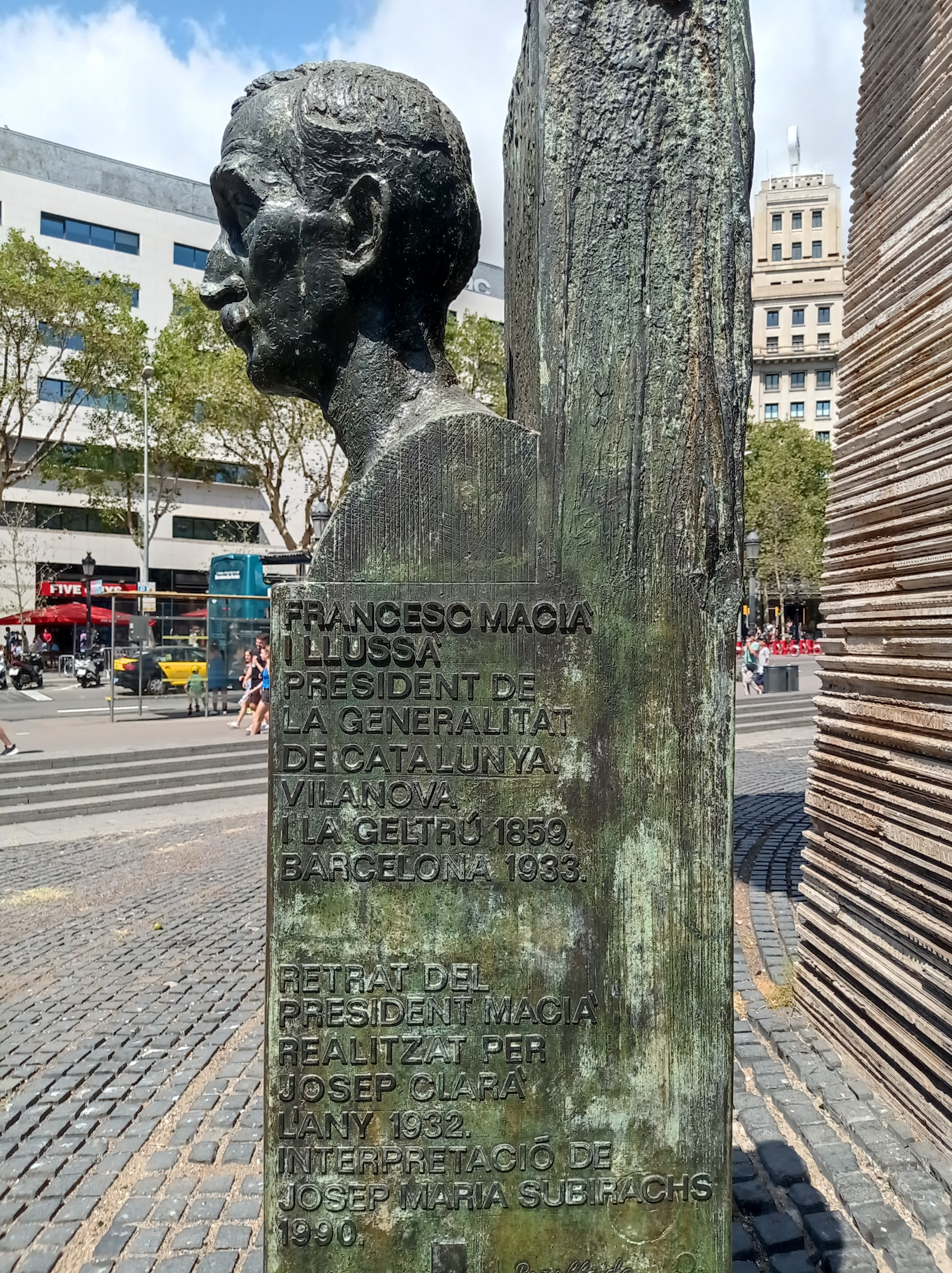